# Martyn Chalk
Martyn Chalk (sinh ngày 30 tháng 8 năm 1969) là một cựu cầu thủ bóng đá người Anh thi đấu ở Football League cho Derby County, Stockport County và Wrexham.